# Schuld (Ahr)

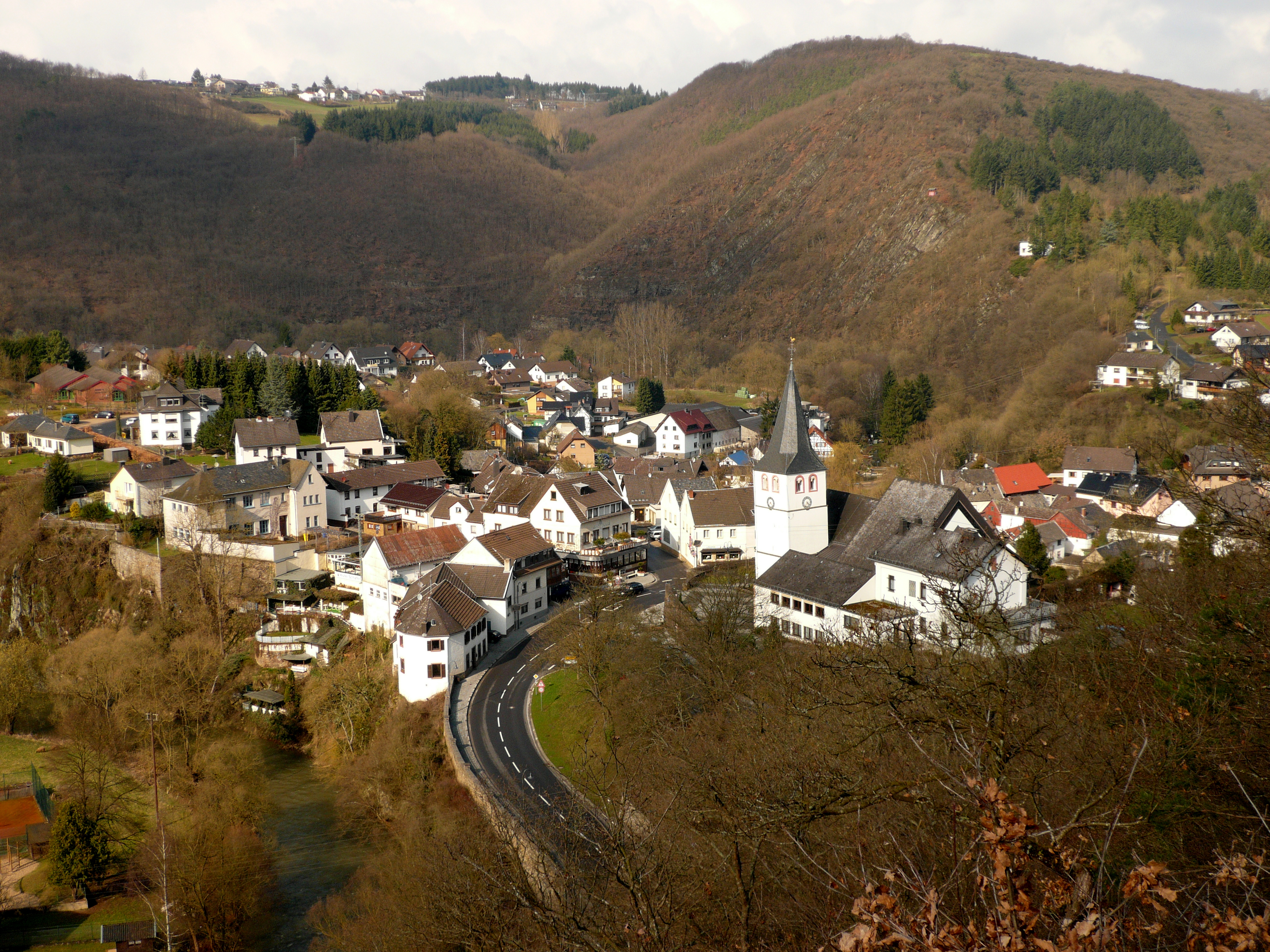
Ortskern Schuld, 2009

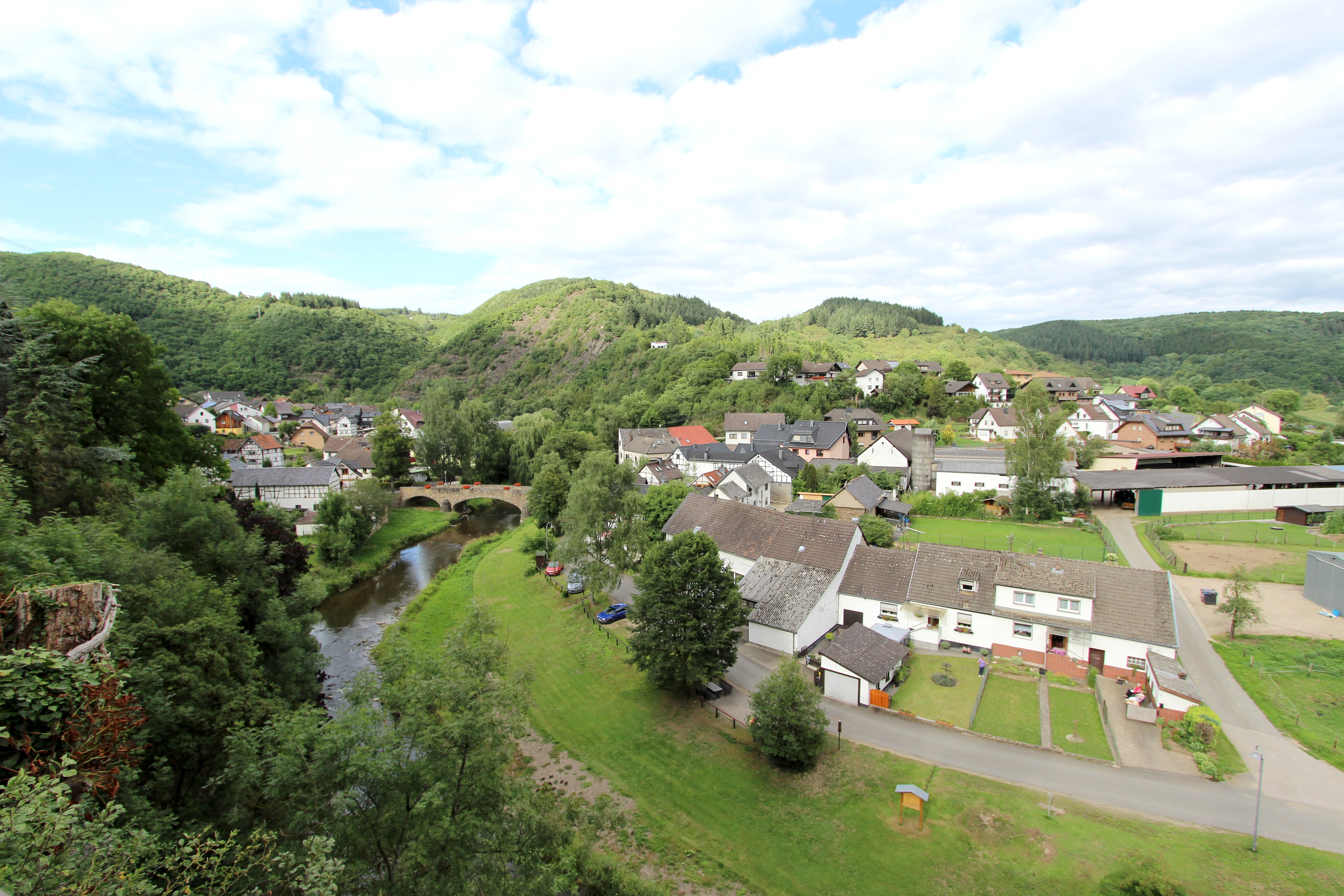
Ortsansicht mit der Ahr, 2017

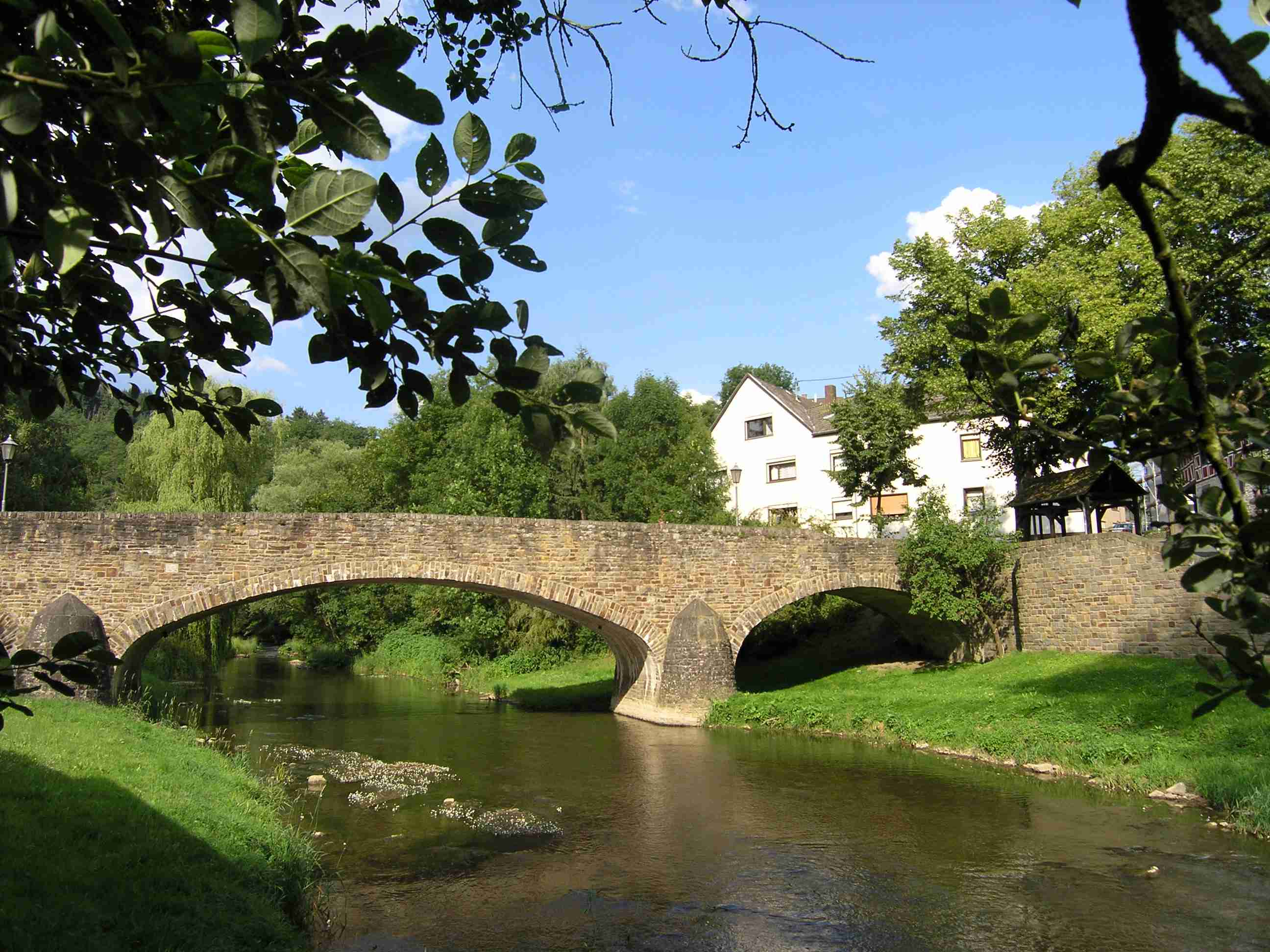
Die Ahr mit der Ahr-Brücke in Schuld

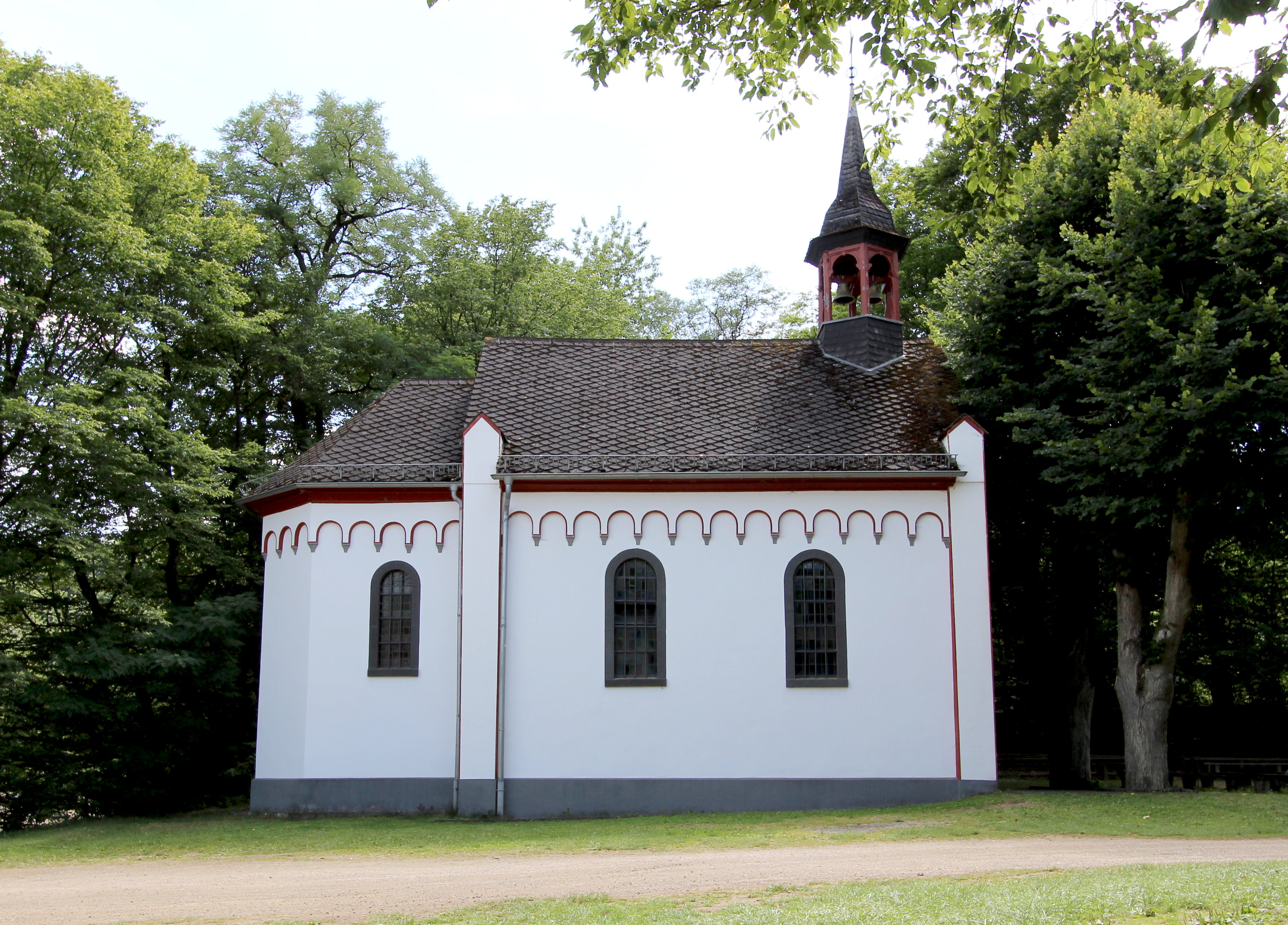
Schornkapelle

Schuld ist eine Ortsgemeinde an der Ahr mit 612 Einwohnern (31. Dezember 2023) im Landkreis Ahrweiler in Rheinland-Pfalz.

## Geographische Lage
Schuld liegt nahe der Grenze zu Nordrhein-Westfalen.
Der Ortskern auf steil aufragendem Fels wird von der Ahr in enger Schleife umflossen. Bei der Einmündung des Armuthsbachs in die Ahr zweigt die Landesstraße 75/165 über Esch nach Bad Münstereifel ab.
Nachbargemeinden sind Insul, Harscheid, Fuchshofen und Winnerath.

## Geschichte
Eine römerzeitliche Besiedlung war den Ortsbewohnern durch Funde seit langem bekannt. Als 1962 im Zuge einer Flurbereinigung römische Baureste zutage traten, legten Archäologen den römischen Gutshof „Im Weiler“ frei.
Schuld beging 1975 seine 1000-Jahr-Feier und gründete dieses Jubiläum auf die sogenannte „Reifferscheider Urkunde“ aus dem Jahre 975. In diesem Schriftstück, einer Grenzbeschreibung der Pfarrei Reifferscheid, wird Schuld als „… et inde usque terminationem scolta“ erwähnt, ein Indiz dafür, dass Schuld schon damals ein eigener Pfarrbezirk war. Eine weitere wichtige Quelle ist das Weistum des Schulder Hochgerichts von 1368. Hier wird von den „Vier Honschaften“ von Schuld gesprochen, zu denen auch die Honschaften Dümpelfeld, Insul und Niederadenau gehörten. Schuld war der Verwaltungs- und Gerichtssitz dieser Honschaften. Der Begriff „Honschaften“ (Hundertschaften) stammt aus fränkischer Zeit; man kann annehmen, dass Schuld schon im 8. oder 7. Jahrhundert bestand.
Zum „Schultheissenamt der vier Honschaften auf der Schuld“, so die Bezeichnung Ende des 18. Jahrhunderts, gehörten die Ortschaften Dümpelfeld, Harscheld, Insul, Lückenbach, Niederadenau, Schuld, Sierscheid und Winnerath.
Schuld gehörte zur Grafschaft Nürburg, später zum gleichnamigen kurkölnischen Amt und war Sitz eines Schultheißenamts. Die Schulder „Vier-Hundschaft“ war verpflichtet, bei Bauarbeiten an der Nürburg den nötigen Sand anzufahren. Der Kölner Erzbischof war der Landesherr. Allerdings hatten noch andere Grundherren Besitzungen und Rechte in Schuld.
Dem Kölner Domstift gehörte 1216 der Zehnt aus Rodungen (Rottzins) im Schulder Wald. Ritter Rollmann von Sinzig war in Schuld Lehnsmann des Herzogs von Jülich. Dessen Besitzungen übernahm 1387 die Johanniter-Kommende Adenau.
Die Schulder Bürger gaben sich 1791 eine eigene Gemeindeordnung, in der Rechte und Pflichten aller Bewohner des Ortes geregelt wurden. Die Schulder Pfarrkirche geht in ihren Anfängen auf das 13. Jahrhundert zurück, obwohl sicher schon 975 eine Kirche im Ort gewesen sein muss.
In den Jahren 1923 und 1924 wurden große Teile der Gertrudiskirche durch einen Neubau ersetzt. Dieser wurde am 29. Oktober 1944 bei einem Luftangriff fast völlig zerstört und nach dem Krieg wieder aufgebaut. In den 1970er Jahren wurde die Gertrudiskirche in größerem Umfang erweitert und renoviert.
Hochwasser
Schuld war bereits vom Hochwasser der Ahr am 21. Juli 1804 und dem Hochwasser der Ahr am 13. Juni 1910 betroffen. Durch das Hochwasser der Ahr 2021 wurden am 15. Juli tiefliegende Teile des Ortes (242 m ü. NHN) schwer beschädigt. Etwa 50 Menschen wurden von Hausdächern gerettet. Sechs Häuser stürzten ein, die Strom- und Trinkwasserversorgung wurde unterbrochen. Am 18. Juli 2021 besuchte die damalige Bundeskanzlerin Angela Merkel den Ort, um sich einen Eindruck von den Schäden zu verschaffen.
Statistik zur Einwohnerentwicklung
Die Entwicklung der Einwohnerzahl von Schuld (die Werte von 1871 bis 1987 basieren auf Volkszählungen) stellt sich wie folgt dar:
| Jahr | Einwohner |
| ---- | --------- |
| 1815 | 298       |
| 1835 | 358       |
| 1871 | 317       |
| 1905 | 303       |
| 1939 | 424       |
| 1950 | 507       |

| Jahr | Einwohner |
| ---- | --------- |
| 1961 | 592       |
| 1970 | 693       |
| 1987 | 727       |
| 1997 | 852       |
| 2005 | 773       |
| 2023 | 612       |

## Politik
Die Ortsgemeinde Schuld gehört der Verbandsgemeinde Adenau an.

### Bürgermeister
Helmut Lussi ist seit 2009 Ortsbürgermeister von Schuld.
Ortsbürgermeister von 1990 bis 2009 war Jürgen Hecken.

### Wappen
| Wappen der Ortsgemeinde Schuld | Blasonierung: „Im goldenen Schildhaupt ein schrägrechter Wellenbalken mit vier silbernen Scheiben. Im rechten unteren Schildteil eine rote Lilie und im linken oberen Schildteil ein schwarzes Kreuz.“                                                                                  |
| Wappen der Ortsgemeinde Schuld | Wappenbegründung: Der blaue Wellenbogen im Wappen symbolisiert die Ahr, die vier Kreise im Wellenbogen die vier Honnschaften, die zu Schuld gehörten. Das schwarze Kreuz weist auf die frühere Zugehörigkeit zu Kurköln hin und die Lilie auf Maria, der die Schornkapelle geweiht ist. |

## Kultur und Sehenswürdigkeiten

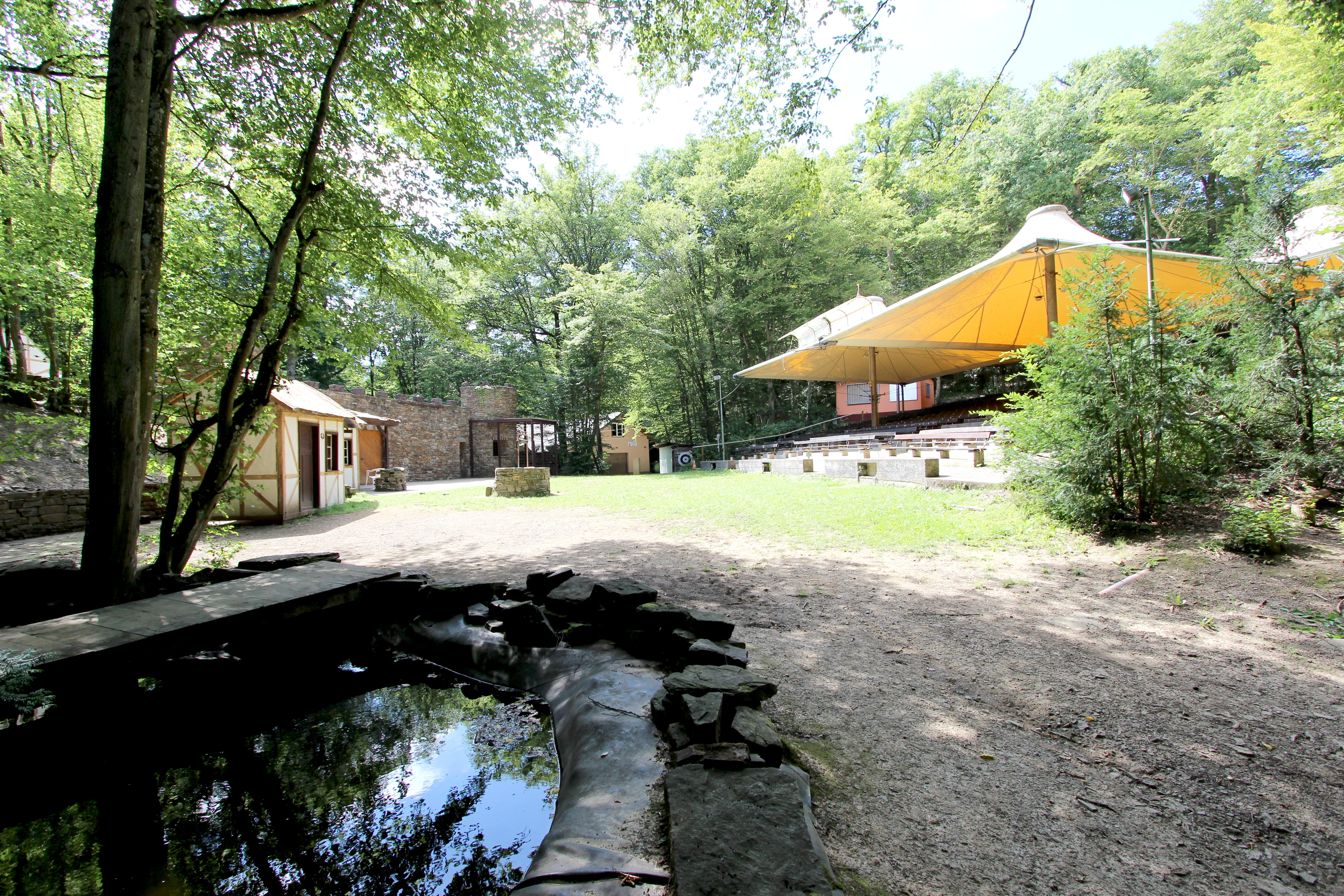
Freilichtbühne Auf Schorren

2014 nahm Schuld am Wettbewerb Unser Dorf hat Zukunft teil und wurde auf Landesebene ausgezeichnet.

### Bauwerke
- Pfarrkirche St. Gertrud.
- Die Wallfahrtskirche Schornkapelle; eine Stiftung der Familie Schorn von 1879.
- Fachwerkhäuser aus dem 19. Jahrhundert.

### Tourismus
- Durch Schuld führen Ahr-Radweg, Ahrsteig, der Ahrtalweg und der Rundweg Auf den Spuren alter Mühlen.
- Der Ort zeichnet sich durch eine waldreiche, naturbelassene Tal- und Berglandschaft aus.
- Zahlreiche Rundwanderwege erschließen die Umgebung.[14]
- Die Martinshütte am Branderhardt (381 m) ist eine Grillhütte mit Grünflächen, Zelt- und Spielplatz. ⊙ [15]
- Der Campingplatz liegt an der Ahr.

### Regelmäßige Veranstaltungen
- Freilichtbühne Auf Schorren wird für Aufführungen im Sommer genutzt (im Juli–August).
- Eintagesrennen Köln–Schuld–Frechen (bis 2012), Köln–Schuld–Köln (ab 2014).[16]
- Dorfgemeinschaftsfest „Ahrfelsen in Flammen in Schuld/Ahr“ (im Juni).
- Autofreier Sonntag. Von der Quelle in Blankenheim bis hin nach Altenahr führt die „Tour de Ahrtal“ (Ende Juni).

## Wirtschaft und Infrastruktur
In der Gemeinde gibt es den Kindergarten St. Franziskus, einen Allgemeinarzt, Hotel- und Gastronomiebetriebe, Ferienwohnung, Bäckerei, Lebensmittelladen, Friseur, Autowerkstätten, Schreinerei, Steinmetzbetrieb und einen Campingplatz. Ein Antikhof bietet Möbelrestauration und -verkauf an.

### Verkehr

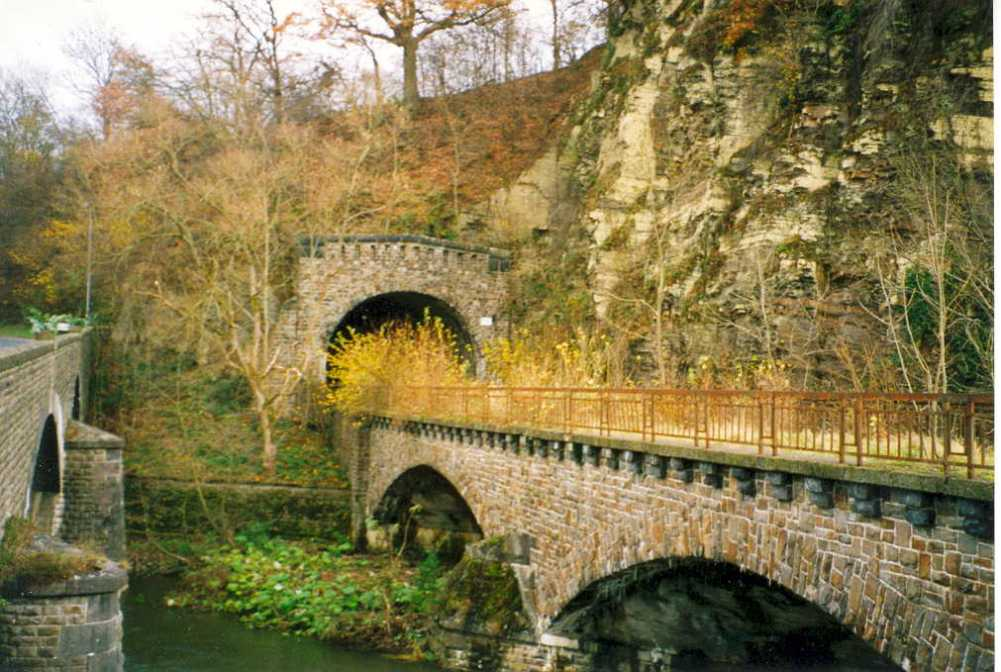
Schulder Tunnel, ehemalige Bahnstrecke Dümpelfeld–Lissendorf

Die Gemeinde ist durch die Landesstraßen 73 und 75 entlang der Ahr erschlossen. Über die Landesstraßen 165 ist Schuld Richtung Bad Münstereifel, über die K 16 und K 26 an weitere benachbarte Höhenorte angebunden.
Schuld ist mit einer Buslinie oder Anrufsammeltaxi (AST) erreichbar. Der Bahnhof Schuld lag an der stillgelegten Bahnstrecke Dümpelfeld–Lissendorf. Hier wurde der Bahndamm abgetragen und ein Wanderparkplatz angelegt.